# 경험
일반적인 관점으로서의 경험(經驗) 또는 체험(體驗)은 일반적으로 의식적인 사건을 의미하며, 더 구체적으로는 지각 또는 이러한 과정에 의해 생성되는 실제적인 지식 및 친숙함을 의미한다. 가장 넓은 의미에서 의식적인 사건으로 이해되는 경험은 다양한 항목이 제시되는 주체를 포함한다. 이 의미에서 나뭇가지에 노란 새를 보는 것은 주체에게 "새"와 "가지 (식물학)"라는 대상, 그들 사이의 관계, 그리고 "노란색"이라는 속성을 제시한다. 환각이나 꿈을 경험할 때 발생하는 비현실적인 항목도 포함될 수 있다. 더 제한적인 의미로 이해될 경우, 오직 감각 의식만이 경험으로 간주된다. 이 의미에서 경험은 일반적으로 지각과 동일시되며, 생각이나 상상과 같은 다른 유형의 의식적인 사건들과 대조된다. 약간 다른 의미에서 경험은 의식적인 사건 자체를 의미하는 것이 아니라, 그것들이 생성하는 실제적인 지식과 친숙함을 의미한다. 따라서 외부 세계와의 직접적인 지각적 접촉이 지식의 원천이라는 점이 중요하다. 그러므로 숙련된 등산객은 단순히 등산에 관한 많은 책을 읽은 사람이 아니라 실제로 많은 등산을 경험한 사람이다. 이는 반복적인 과거의 경험과 그것을 통해 습득된 능력과 관련이 있다.
경험의 본질에 대한 많은 학술적 논쟁은 넓은 의미에서든 제한된 의미에서든 의식적인 사건으로서의 경험에 초점을 맞춘다. 이 분야의 중요한 주제 중 하나는 모든 경험이 의도적인지, 즉 자신과 다른 대상을 지향하는지에 대한 질문이다. 또 다른 논쟁은 비-개념적인 경험이 존재하는지, 그리고 만약 그렇다면 그것들이 믿음을 정당화하는 데 어떤 역할을 할 수 있는지에 초점을 맞춘다. 일부 이론가들은 경험이 투명하다고 주장하는데, 이는 경험이 어떻게 느껴지는지는 이 경험에 제시된 내용에만 의존한다는 의미이다. 다른 이론가들은 제시된 내용뿐만 아니라 그것이 어떻게 제시되는지도 중요하다는 점을 지적하며 이 주장을 반박한다.
학술 문헌에서는 매우 다양한 유형의 경험이 논의된다. 예를 들어, 지각 경험은 감각에 의해 등록되고 전달되는 자극을 통해 외부 세계를 나타낸다. 반면, 일화 기억의 경험은 이전에 경험했던 과거 사건을 다시 살아가는 것을 포함한다. 상상적 경험에서는 사물이 실제와 어떻게 다른지 보여주려는 목적 없이 제시된다. 생각의 경험은 정신적 표상과 정보 처리를 포함하며, 이 과정에서 아이디어나 명제가 숙고되거나, 판단되거나, 연결된다. 기쁨은 기분 좋은 경험을 의미한다. 이는 평가적, 생리적, 행동적 구성 요소를 추가로 포함하는 정서적 경험과 밀접하게 관련되어 있다. 기분은 정서와 유사하지만, 정서에서 발견되는 특정 대상이 없다는 핵심적인 차이가 있다. 의식적인 욕구는 무언가를 원하는 경험을 포함한다. 이들은 의도가 형성되고, 행동 과정이 계획되며, 결정이 내려지고 실현되는 행위의 경험에서 중심적인 역할을 한다. 비정상적 경험은 종교적 경험, 유체이탈 또는 임사 체험과 같이 일반적인 깨어 있는 상태의 경험과 현저하게 다른 희귀한 경험을 의미한다.
경험은 다양한 학문 분야에서 논의된다. 현상학은 경험의 구조와 내용에 대한 과학이다. 이는 에포케 또는 형상적 변양과 같은 다양한 방법을 사용한다. 감각 경험은 인식론에 특별한 관심사이다. 이 분야의 중요한 전통적 논의는 경험론자들이 주장하듯이 모든 지식이 감각 경험에 기반하는지, 아니면 합리론자들이 주장하듯이 그렇지 않은지에 관한 것이다. 이는 과학에서 경험의 역할과 밀접하게 관련되어 있으며, 과학에서는 경험이 경쟁하는 이론들 사이에서 중립적인 중재자 역할을 한다고 말한다. 형이상학에서는 경험이 심신 문제와 의식의 어려운 문제에 관여하며, 둘 다 물질과 경험 사이의 관계를 설명하려고 한다. 심리학에서는 일부 이론가들이 모든 개념이 경험으로부터 학습된다고 주장하는 반면, 다른 이론가들은 일부 개념이 선천적이라고 주장한다.

## 정의
메리엄-웹스터 사전에 따르면, "경험"이라는 용어의 정의는 "지식의 기초로서 사건에 대한 직접적인 관찰 또는 참여"로 명시될 수 있다. "경험"이라는 용어는 밀접하게 관련된 다양한 의미와 연관되어 있기 때문에 학술 문헌에는 그것에 대한 다양한 정의가 발견된다. 경험은 종종 의식적인 사건으로 이해된다. 이는 때때로 지각이나 감각과 같은 특정 유형의 의식으로 제한되는데, 이를 통해 주체는 세상에 대한 지식을 얻는다. 그러나 더 넓은 의미에서 경험은 지각과 감각 외에도 다른 유형의 의식적인 사건을 포함한다. 예를 들어, 생각의 경험이나 꿈의 경험이 여기에 해당한다. 다른 의미에서 "경험"은 의식적인 사건 자체를 의미하는 것이 아니라, 그것들이 가져오는 지식과 실용적인 친숙함을 의미한다. 이 의미에 따르면, 직장 경험이 있는 사람이나 숙련된 등산객은 해당 분야에서 뛰어난 실용적 친숙함을 가진 사람을 의미한다. 이 의미에서 경험은 의식적인 과정을 지칭하는 것이 아니라 이 과정의 결과를 지칭한다.
"경험"이라는 단어는 "실험"이라는 단어와 공통된 라틴어 어원을 공유한다.

### 의식적인 사건으로서
경험은 종종 가장 넓은 의미에서 의식적인 사건으로 이해된다. 여기에는 지각, 신체 자각, 기억, 상상, 감정, 욕구, 행동, 사고 등 다양한 유형의 경험이 포함된다. 이는 일반적으로 특정 개인이 가지는 경험을 의미하지만, 국가, 사회 계급 또는 특정 역사적 시대와 같이 집단이 가지는 경험의 의미로도 사용될 수 있다. 현상학은 경험의 주관적인 구조, 즉 다양한 의식적 사건을 1인칭 관점에서 경험하는 것이 어떤 것인지를 연구하는 학문이다.
누군가가 경험을 할 때, 그들은 다양한 항목들을 제시받는다. 이 항목들은 예를 들어 대상, 속성, 관계 또는 사건과 같은 다양한 존재론적 범주에 속할 수 있다. 예를 들어, 나뭇가지에 앉은 노란 새를 보는 것은 주체에게 "새"와 "나뭇가지"라는 대상, 그들 사이의 관계, 그리고 "노란색"이라는 속성을 제시한다. 이러한 항목들은 익숙한 것과 익숙하지 않은 것 모두를 포함할 수 있는데, 이는 무언가를 완전히 이해하지 못하고도 경험하는 것이 가능하다는 것을 의미한다. 가장 넓은 의미로 이해될 때, 경험에 존재하는 항목들은 비현실적인 항목들을 포함할 수 있다. 예를 들어, 착각, 환각 또는 꿈을 경험할 때가 이에 해당한다. 이 의미에서 나뭇가지에 노란 새가 없더라도 나뭇가지에 노란 새를 경험할 수 있다. 경험은 실제 항목만을 포함할 수도 있고, 비현실적인 항목만을 포함할 수도 있으며, 또는 둘을 혼합하여 포함할 수도 있다. 현상학자들은 경험의 기본적인 특징이 무엇인지에 대해 다양한 제안을 해왔다. 제안된 특징으로는 시공간적 인지, 전경과 배경 간의 주의 차이, 주체의 자기 인식, 행위 주체성과 목적 의식, 신체 인식 및 타인 인식이 포함된다.
더 제한된 의미에서, 오직 감각 의식만이 경험으로 간주된다. 이 의미에서 무언가를 이해하지 못하고도 경험하는 것이 가능하다. 예를 들어, 어떤 사람이 무엇이 정확히 일어나고 있는지 인식하지 못한 채 강도를 경험하는 경우가 여기에 해당할 것이다. 이 경우, 강도로 인해 발생한 감각이 강도 경험을 구성한다. 이러한 특징화는 더 추상적인 유형의 의식을 경험에서 배제한다. 이 의미에서 때때로 경험과 사고는 정신 생활의 두 가지 별개의 측면으로 간주되기도 한다. 유사한 구별이 때때로 경험과 이론 사이에서도 이루어진다. 그러나 이러한 견해들이 일반적으로 받아들여지는 것은 아니다. 비판자들은 종종 경험이 감각 의식으로 환원될 수 없는 다양한 인지적 구성 요소를 포함한다고 지적한다. 또 다른 접근법은 내부 경험과 외부 경험을 구별하는 것이다. 감각 지각이 외부 경험에 속하는 반면, 기억하거나 상상하는 것과 같은 다른 유형의 경험도 내부 경험에 속할 수 있다.

### 지식과 실용적 친숙함으로서
다른 의미에서 경험은 의식적인 사건 자체를 의미하는 것이 아니라 그것들이 생산하는 지식을 의미한다. 이 의미에서 지식이 외부 세계와의 직접적인 지각적 접촉을 통해 얻어진다는 점이 중요하다. 지식이 직접적이라는 것은 추론을 거치지 않고 즉각적인 관찰을 통해 얻어졌다는 것을 의미한다. 예를 들어, 책을 읽거나 영화를 보는 등 간접적으로 모든 종류의 지식을 얻을 수 있다. 이러한 유형의 지식은 해당 주제에 대한 직접적인 접촉이 책과 영화에만 관련될 뿐, 주제 자체에는 해당하지 않으므로 주제에 대한 경험을 구성하지 않는다. 이 지식의 대상은 종종 대부분의 일반 사람들이 관찰할 수 있는 공적인 대상으로 이해된다.
일상 언어에서 "경험"이라는 용어의 의미는 해당 지식을 단순히 이론적인 지식이나 기술적인 지식으로만 보지 않는다. 대신, 그것은 특정 실용적인 문제에 대한 친숙함, 즉 어떤 형태의 노하우를 포함한다. 이러한 친숙함은 반복적인 과거의 경험이나 수행에 기반한다. 이는 종종 단순한 이론적 이해보다는 무언가를 외우고 능숙하게 실행할 수 있는 능력을 포함한다. 그러나 이러한 방식으로 직접적으로 얻은 지식과 기술은 일반적으로 일반화된 경험칙으로 제한된다. 따라서 그것들은 상응하는 통찰을 자연법으로 응축하는 과학자들의 방법론적 분석을 통해 얻어지는 과학적 확실성에는 미치지 못한다.

## 경험의 본질에 대한 논쟁

### 의도성
대부분의 경험, 특히 지각적 경험은 현실을 표상하는 것을 목표로 한다. 이는 일반적으로 경험이 의도성을 가지거나 의도적 대상에 관한 것이라고 말함으로써 표현된다. 만약 성공적이거나 참이라면, 그것들은 세상을 있는 그대로 표상한다. 그러나 실패할 수도 있는데, 이 경우 잘못된 표상을 제공한다. 전통적으로 모든 경험은 의도적이라고 여겨져 왔다. 이 주장은 "의도주의"로 알려져 있다. 이 맥락에서 모든 정신 상태가 경험뿐만 아니라 의도적이라고 주장되는 경우가 많다. 그러나 이러한 논쟁에서 경험은 가장 근본적인 형태의 의도성을 구성하는 것으로 보이기 때문에 특별한 중요성이 부여된다. 모든 경험이 현상적 특징을 가진다는 것, 즉 그것들을 겪는 것이 어떤 느낌을 가지는지에 대해서는 일반적으로 받아들여진다. 의도주의의 반대자들은 모든 경험이 의도적 특징을 가지는 것은 아니라고 주장하는데, 이는 현상적 특징과 의도적 특징이 분리될 수 있다는 것을 의미한다. 의도주의에 대한 몇몇 반례로는 순수한 감각 경험인 고통이 있는데, 이는 표상적 구성 요소가 없다고 주장된다. 의도주의 옹호자들은 이러한 상태에도 의도적 측면이 있다고 주장하며, 예를 들어 고통이 신체적 손상을 나타낸다고 반박하는 경우가 많다. 신비적 경험 상태는 또 다른 가상의 반례를 구성한다. 이 맥락에서, 의식은 존재하지만 대상이 없는 순수 의식의 경험을 가질 수 있다고 주장된다. 그러나 이러한 주장을 평가하는 것은 어렵다. 왜냐하면 그러한 경험은 매우 드물고 따라서 조사하기 어렵다고 여겨지기 때문이다.

### 개념성과 주어진 것의 신화
또 다른 논쟁은 모든 경험이 개념적 내용을 가지고 있는지에 대한 질문과 관련이 있다. 개념은 사고의 근본적인 구성 요소를 이루는 일반적인 관념이다. 개념적 내용은 보통 색을 보거나 소리를 듣는 것과 같은 감각적 내용과 대조된다. 이 논의는 특히 지각 경험과 관련이 있으며, 일부 경험론자들은 지각 경험이 개념적 내용 없이 오직 감각 자료로만 이루어져 있다고 주장한다.
이러한 유형의 경험이 존재하며 인식론적 문제에서 중요한 역할을 한다는 견해는 그 반대자들에 의해 "주어진 것의 신화"라고 불려왔다. "주어진 것"은 그러한 경험의 즉각적이고 해석되지 않은 감각적 내용을 의미한다. 이 논의의 기저에는 "벌거벗은" 또는 "즉각적인" 경험과 더 발달된 경험 간의 구분이 있다. 이러한 구분의 배후에는 경험의 일부 측면이 어떤 해석 없이 주체에게 직접적으로 주어진다는 생각이 있다. 이 기본적인 측면들은 다양한 방식으로 해석되어, 기본적인 요소들 사이의 다양한 새로운 관계를 보여주는 더 성찰적이고 개념적으로 풍부한 경험으로 이어진다. 이러한 구분은 예를 들어, 지각적 착각과 같은 다양한 잘못된 지각이 어떻게 발생하는지를 설명할 수 있다: 그것들은 주체의 잘못된 해석, 추론 또는 구성 때문이지 가장 기본적인 수준에서 발견되는 것은 아니다. 이 의미에서 경험은 세계와 주체 모두의 산물이라고 종종 언급된다. 경험의 즉각적인 측면과 해석된 측면 사이의 구별은 철학에서 논쟁의 여지가 있는 것으로 판명되었으며, 일부 비평가들은 경험 내에 즉각적으로 주어진 것은 없으며, 즉 모든 것이 어떤 식으로든 해석된다고 주장한다. 이 비판의 한 가지 문제는 애초에 해석할 것이 아무것도 없었다면 어떤 해석도 시작될 수 없었을 것이라는 점을 설명하기 어렵다는 것이다.
즉각적인 경험의 형태가 존재한다는 것을 받아들이는 사람들 중에는 그 본질에 대한 다양한 이론들이 있다. 예를 들어, 감각 자료 이론가들은 즉각적인 경험이 색, 모양 또는 소리와 같은 기본적인 감각으로만 구성된다고 주장한다. 이 즉각적으로 주어진 것은 그 자체로 혼돈스럽고 미분화된 덩어리이며, 이는 연상, 기억, 언어와 같은 다양한 정신 과정을 통해 우리가 지각하는 나무, 자동차, 숟가락과 같은 일상적인 대상으로 질서화된다. 반면, 직접 실재론자들은 이러한 물질적인 일상 대상 자체가 즉각적으로 주어진 것이라고 주장한다. 일부 철학자들은 즉각적인 경험 또는 "주어진 것"의 내용이 가지는 일반적인 특성을 공식화함으로써 이러한 불일치에 접근하려고 노력했다. 이들은 종종 그것이 사적이고, 감각적이며, 단순하고, 오류 불가능하다고 주장한다. 사적이라는 것은 경험이 그것을 경험하는 주체에게 속하며 다른 주체에게는 직접적으로 접근할 수 없다는 생각이다. 이러한 접근은 기껏해야 간접적일 뿐이며, 예를 들어 경험자가 다른 사람들에게 자신의 경험에 대해 이야기할 때 그렇다. 이 맥락에서 단순하다는 것은 주어진 것이 추가적인 해석이나 추론이 없는 기본적인 구성 요소를 이룬다는 것을 의미한다. 주어진 것이 오류 불가능하다는 생각은 인식론의 많은 전통적인 논쟁에서 중요하게 다루어져 왔다. 이는 우리의 경험의 특정 측면에 대해 우리가 틀릴 수 없다는 생각이다. 이 관점에 따르면, 주체는 외부 현실에 대한 경험에서 도출된 추론, 예를 들어 창 밖에 녹색 나무가 있다는 것에 대해 틀릴 수 있다. 그러나 그것이 우리에게 어떻게 보이는지에 대한 어떤 더 근본적인 측면, 예를 들어 주체가 녹색 모양을 제시받았다는 것에 대해서는 틀릴 수 없다. 이 관점에 대한 비평가들은 우리가 우리에게 어떻게 보이는지에 대해서도 틀릴 수 있다고 주장한다. 예를 들어, 아마도 잘못된 개념화가 가장 기본적인 수준에서 이미 발생할 수 있다는 것이다.

### 투명성
경험의 주관적 성격이 그 내용에 의해 전적으로 결정되는지에 대해 경험 이론가들 사이에 이견이 있다. 이 주장은 "경험의 투명성"이라고 불려 왔다. 이는 경험을 겪는 것이 어떤 느낌을 가지는지는 그 안에 제시된 항목에만 의존한다는 것을 의미한다. 이는 두 경험이 동일한 내용을 가지면 정확히 같다는 것을 의미할 것이다. 다양한 철학자들이 이 주장을 거부했으며, 종종 제시되는 내용뿐만 아니라 그것이 어떻게 제시되는지도 중요하다는 주장을 펼쳤다. 예를 들어, 둥근 속성은 구를 볼 때 시각적으로 제시될 수도 있고, 구를 만질 때 촉각적으로 제시될 수도 있다. 투명성 주장을 옹호하는 사람들은 이러한 예시에서 경험의 차이가 내용 수준에서 설명될 수 있다고 지적했다: 한 경험은 시각적으로 둥근 속성을 제시하고 다른 경험은 느껴지는 둥근 속성을 제시한다는 것이다. 다른 반례로는 흐린 시야가 있는데, 여기서 흐릿함은 본 객체 자체를 흐리게 제시하지 않고 결함 있는 표상으로 간주된다. 경험에 존재하는 보편적인 것들만이 경험의 주관적 특성을 결정한다고 주장되어 왔다. 이 관점에 따르면, 정확히 동일한 보편적인 것을 구현하는 다른 특수자들을 포함하는 두 경험은 주관적으로 동일할 것이다.

## 경험의 유형

### 지각
지각 경험은 "우리 밖에 있는 사물들의 존재에 대한 즉각적인 의식"을 의미한다. 정신 표상은 감각에 의해 등록되고 전달되는 자극을 통해 외부 세계에서 일어난다. 지각 경험은 다양한 감각에 해당하는 다른 양식으로 발생하며, 예를 들어 시각, 청각 또는 촉각으로 나타난다. 이 방식으로 지각되는 대상은 돌, 꽃, 고양이 또는 비행기와 같은 일반적인 물질적 대상이며, 그것들을 지각하는 마음과는 독립적으로 존재하는 공공 대상으로 제시된다고 일반적으로 여겨진다. 이는 예를 들어, 상상적 경험에서 대상이 제시되는 방식과는 대조된다. 지각 경험에 일반적으로 부여되는 또 다른 특징은 그것이 우리를 제시되는 대상과 직접적으로 접촉하게 하는 것처럼 보인다는 것이다. 따라서 지각자는 일반적으로 감각 기관의 자극으로 시작하여 이 정보가 뇌로 전달되고 거기에서 정보 처리가 일어나는 인지 과정에 대해 인식하지 못한다. 지각은 일반적으로 일상적인 실용적 문제에 대한 신뢰할 수 있는 정보원이지만, 착각과 환각의 형태로 잘못된 정보를 포함할 수도 있다. 어떤 경우에는 지각의 신뢰할 수 없음이 경험 자체 내에서 이미 나타나는데, 예를 들어 지각자가 흐릿한 시야 때문에 대상을 식별하지 못하는 경우가 그렇다. 그러나 이러한 지표는 모든 오도하는 경험에서 발견되는 것은 아니며, 이는 정확한 경험만큼이나 신뢰할 수 있게 보일 수 있다.
이것이 소위 "지각 문제"의 원인이다. 그것은 지금까지 지각에 부여된 특징들이 서로 양립할 수 없어 그렇게 특징지어진 지각이 불가능하게 만든다는 사실에 있다: 오도하는 지각의 경우, 지각자는 존재하지 않는 대상을 제시받을 수 있는데, 이는 제시된 대상과 직접 접촉하고 있다면 불가능할 것이다. 이 문제에 대한 다양한 해결책이 제시되었다. 예를 들어, 감각 자료 이론은 우리가 시각 지각에서 색깔 조각과 같은 감각 자료를 지각한다고 주장하는데, 이는 착각 속에서도 존재한다. 그들은 따라서 일반적인 물질적인 것들이 지각의 대상이 아니라는 것을 부인한다. 반면, 분리주의자들은 참된 지각과 착각이 같은 종류의 경험에 속한다는 것을 부인함으로써 문제를 해결하려고 한다. 다른 접근 방식으로는 부사주의와 의도주의가 있다. 이러한 다른 접근 방식의 문제는 그들 중 어느 하나도 완전히 만족스럽지 않다는 것이다. 왜냐하면 각각이 지각 경험의 근본적인 특징에 관한 어떤 종류의 내성적 증거와 모순되는 것처럼 보이기 때문이다.

### 일화 기억과 상상
일화 기억의 경험은 이전에 경험했던 과거 사건을 다시 살아가는 형태를 이룬다. 이는 의미 기억과는 다르다. 의미 기억에서는 해당 사건에 관한 다양한 사실 지식에 접근하지만, 이 지식과 관련된 경험적 구성 요소는 없다. 반면 일화 기억에서는 과거 사건이 의식적으로 다시 경험된다. 이 의미에서 일화 기억은 비일화 기억에는 없는 일종의 정신적 시간 여행이다. 그러나 이 다시 경험하는 것은 원본 경험의 정확한 복사본이 아니다. 왜냐하면 경험된 사건은 현재 관점에서 본 과거의 어떤 것으로 제시되며, 이는 원본 경험에는 없는 어떤 종류의 과거성 또는 친숙함의 느낌과 관련이 있기 때문이다. 이 맥락에서 일화 기억은 두 가지 유형의 정보를 제공한다고 종종 주장된다: 과거 사건에 대한 1차 정보와 주체의 현재 기억에서 이 사건의 역할에 대한 2차 정보이다. 일화 기억은 단순히 과거 사건의 경험을 상상하는 것과는 다르다. 이 차이의 중요한 측면은 일화 기억의 본질이 원래 경험이 어떠했는지 나타내려고 한다는 점이다. 비록 때때로 그렇게 하는 데 실패하더라도 말이다. 다른 제안된 차이점으로는 생생함의 정도와 원래 경험과 일화 기억 사이의 인과적 연결이 있다.
상상적인 경험은 대상이 실제로 어떻게 존재하는지 보여주려는 목적 없이 제시되는 특별한 형태의 표상을 포함한다. 기억과 마찬가지로 지각과는 달리, 관련 정신 이미지는 일반적으로 감각 기관의 자극에 의해 발생하지 않는다. 상상과 기억 모두 경험된 내용에 대한 이전 지각적 친숙함에 의존한다고 종종 여겨진다. 그러나 기억과는 달리, 대부분의 상상 형태에서는 더 많은 자유가 관여한다. 주체는 경험된 내용의 다양한 부분을 자유롭게 변화시키고, 바꾸고, 재결합할 수 있는 반면, 기억은 원래의 순서를 보존하는 것을 목표로 한다. 다양한 이론가들은 상상의 본질을 개념화하려 할 때 다른 요소에 초점을 맞춘다. 빈곤화 관점은 상상이 지각 및 기억과 비교하여 덜 생생하고 명확하다는 점으로 구별된다고 주장한다. 반면, 의지 의존 관점은 상상의 내용을 적극적으로 형성하는 의지의 힘에 중점을 두며, 비존재 관점은 상상적 경험에 속하는 비현실감 또는 현실과의 거리감에 초점을 맞춘다. 자유롭고 현실과의 관계가 없음에도 불구하고, 상상적 경험은 가능한 것 또는 생각할 수 있는 것을 나타냄으로써 특정 인식론적 기능을 수행할 수 있다. 예를 들어, 발생했거나 발생할 수 있는 사건에 대해 상상적으로 추측할 때 그렇다. 상상은 다양한 형태로 발생할 수 있다. 한 가지 차이점은 상상된 시나리오가 의도적으로 통제되는지 또는 자발적으로 발생하는지 여부이다. 또 다른 차이점은 주체가 상상된 사건을 내부에서 경험하는 것처럼, 즉 이 사건 내의 주인공 중 한 명인 것처럼 상상하는지 또는 외부에서 상상하는지 여부이다. 다른 상상적 경험은 이전에 경험했던 것을 단순히 재구성하는 것인지 또는 창의적인 재배열인지에 따라 정도가 다르다. 상상적 경험에 대한 설명은 주로 시각 영역에 초점을 맞추지만, 청각적 상상 또는 후각적 상상과 같은 덜 두드러진 다른 형태도 있다.

### 생각
"생각"이라는 용어는 광범위한 인지 경험을 지칭하는 데 사용된다. 이는 정신 표상과 정보 처리를 포함한다. 이러한 방식으로 관념이나 명제는 숙고되고, 판단되거나, 연결된다. 이는 지각과 달리 감각 기관의 자극 없이 내부적으로 발생할 수 있다는 점에서 기억 및 상상과 유사하다. 그러나 사고는 그 내용이 더 추상적인 수준에 속하기 때문에 기억과 상상보다 감각적 내용에서 더 멀리 떨어져 있다. 이는 언어 현상과 밀접하게 관련되어 있으며, 일부 이론가들은 모든 사고가 언어로 표현되는 일종의 내적 언어라고 주장한다. 그러나 이 주장은 논란의 여지가 있는데, 언어적으로 완전히 표현되지 않는 사고가 있는 것처럼 보이기 때문이다. 그러나 사고가 언어 행위를 수행하려는 성향과 관련되어 있다는 더 온건한 주장은 종종 받아들여진다. 이 관점에 따르면, 사고에서 판단을 내리는 것은 비언어적으로 일어날 수 있지만, 판단된 명제를 언어적으로 긍정하려는 성향과 관련이 있다. 사고 경험의 본질에 대한 다양한 이론들이 제안되었다. 플라톤주의에 따르면, 그것은 플라톤 형식과 그들의 상호 관계를 식별하고 검사하는 정신 활동이다. 반면, 개념론자들은 사고가 개념을 숙고하는 것을 포함한다고 주장한다. 이 관점에 따르면, 판단은 두 개 이상의 개념이 서로 연결될 때 발생하며, 이러한 판단이 다른 판단과 연결되면 더 나아가 추론으로 이어질 수 있다.
학술 문헌에서는 다양한 유형의 사고가 논의된다. 이들은 때때로 네 가지 범주로 나뉜다: 개념 형성, 문제 해결, 판단 및 의사 결정, 그리고 추론. 개념 형성에서는 특정 유형의 예시들에 공통된 특징이 학습된다. 이는 일반적으로 이 유형과 관련된 단어의 의미를 이해하는 것에 해당한다. 문제 해결의 경우, 사고는 문제에 대한 해결책을 발견함으로써 특정 장애물을 극복하는 것을 목표로 한다. 이는 올바르게 따르면 성공을 보장하는 알고리즘을 따르거나, 해결책에 더 가까이 다가가게 하는 경향이 있는 비공식적인 방법인 휴리스틱을 사용하여 일어난다. 판단과 의사 결정은 다양한 대안 중에서 최선의 행동 과정을 선택하는 것을 포함한다. 추론에서는 사고자가 특정 전제들로부터 시작하여 결론을 도출하려고 한다. 더 간단한 분류는 사고를 두 가지 범주로만 나눈다: 이론적 고찰과 실제적 숙고.

### 기쁨, 정서, 기분
기쁨은 기분 좋은 경험을 의미한다. 케이크를 먹거나 섹스를 하는 것과 같이 무언가를 즐기는 것을 포함한다. 가장 넓은 의미로 이해될 때, 이는 감각적 쾌락뿐만 아니라 지적으로 만족스러운 활동에 참여하거나 게임을 하는 즐거움과 같은 모든 형태의 즐거운 경험을 포함한다. 쾌락은 정도가 있으며, 부정적인 정도도 포함하는 차원에 존재한다. 이러한 부정적인 정도는 일반적으로 고통과 괴로움이라고 불리며, 기분 나쁜 형태로서 쾌락과 대조된다. 이 차원에 대한 논의는 종종 긍정적인 측면에 초점을 맞추지만, 많은 이론과 통찰은 부정적인 측면에도 똑같이 적용된다. 쾌락의 본질이 무엇인지에 대해 철학자들과 심리학자들 사이에 이견이 있다. 일부는 쾌락을 단순한 감각으로 이해한다. 이 관점에 따르면, 쾌락 경험은 그 내용 중에 쾌락 감각을 포함하는 경험이다. 이 설명은 태도 이론에 의해 거부되는데, 태도 이론은 쾌락이 내용이 아니라 내용에 대한 특정 태도로 구성된다고 주장한다. 이 관점에 따르면, 케이크를 먹는 즐거움은 감각 이론가들이 주장하는 것처럼 맛 감각과 쾌락 감각이 함께 있는 것이 아니다. 대신, 맛 감각에 대한 욕구와 같은 특정 태도를 가지는 것으로 구성된다. 세 번째 유형의 이론은 쾌락을 그것의 표상적 속성으로 정의한다. 이 관점에 따르면, 경험이 쾌락적인 것은 그 대상이 경험하는 사람에게 좋다고 제시될 때이다.
정서적 경험은 두려움, 분노, 흥분, 놀람, 슬픔, 혐오 등 다양한 형태로 나타난다. 그것들은 보통 즐겁거나 불쾌한 측면을 포함한다. 그러나 그것들은 일반적으로 쾌락이나 고통의 모든 경험에 존재하는 것은 아닌 다른 다양한 구성 요소들도 포함한다. 그것들은 또한 대상에 긍정적 또는 부정적 가치를 부여하는 평가적 구성 요소, 신체 변화를 포함하는 생리적 구성 요소, 그리고 제시된 대상에 대한 반응 형태의 행동적 구성 요소를 포함한다고 종종 여겨진다. 예를 들어, 등산 중 갑자기 회색곰을 만나는 것은 등산객에게 두려움이라는 감정적 경험을 유발할 수 있는데, 이는 불쾌하게 경험되고, 곰을 위험하다고 표상하며, 심박수를 증가시키고, 도피 반응을 유발할 수 있다. 이러한 구성 요소들과 다른 유형의 구성 요소들은 종종 감정을 다른 유형으로 분류하는 데 사용된다. 그러나 이들 중 어느 것이 관련 범주를 결정하는 본질적인 구성 요소인지에 대해서는 이견이 있다. 지배적인 접근 방식은 감정이 어떻게 느껴지는지, 대상을 어떻게 평가하는지, 또는 어떤 행동을 유발하는지에 따라 분류한다.
긍정적인 정서의 경험은 어느 정도 그 자체로 정당성을 가지며, 이러한 경험이나 그것을 위한 욕구에 의해 개인은 동기를 부여받는 경향이 있는 반면, 부정적 정서의 경험은 때때로 개인적 성장을 야기한다고 주장된다. 따라서 더 생산적이고 회복력 있는 사람들을 만드는 데 필요하거나 적어도 유익하다고 여겨진다—물론 회복력 자체의 필요성이나 성장에 있어서 부정적인 경험의 필요성에 대해서는 다른 사람들에 의해 의문이 제기되기도 했다.
기분은 감정과 밀접하게 관련되어 있지만, 동일하지는 않다. 감정처럼, 그것들을 경험하는 방식에 따라 대개 긍정적이거나 부정적으로 분류될 수 있다. 핵심적인 차이점 중 하나는 감정 경험은 보통 곰에 대한 두려움처럼 매우 구체적인 대상을 가진다는 것이다. 반면 기분 경험은 종종 대상이 없거나, 사람이 불안의 원인을 명확하게 설명할 수 없지만 뭔가 나쁜 일이 일어날지도 모른다고 불안해하는 것처럼 그 대상이 다소 모호하다. 다른 차이점으로는 감정은 특정 사건에 의해 유발되는 경향이 있는 반면, 기분은 종종 명확하게 식별할 수 있는 원인이 없다는 점과 감정은 일반적으로 강렬한 반면, 기분은 더 오래 지속되는 경향이 있다는 점이 있다. 기분의 예로는 불안, 우울, 행복감, 과민성, 우울증, 어지럼증 등이 있다.

### 욕구와 행위 주체성
욕구는 광범위한 정신 상태의 한 종류이다. 여기에는 무의식적인 욕구도 포함되지만, 의식적인 형태만이 경험에 직접적으로 관련된다. 의식적인 욕구는 무언가를 원하거나 희망하는 경험을 포함한다. 이는 종종 사랑, 의도, 갈증과 같은 현상들이 욕구의 형태로 간주되는 매우 넓은 의미로 이해된다. 욕구는 일반적으로 상상할 수 있는 사태에 대한 태도로 이해된다. 그것들은 대상을 어떤 의미에서 가치 있는 것으로 나타내고, 그에 따라 세상을 변화시킴으로써 대상을 실현하는 것을 목표로 한다. 이는 긍정적이거나 부정적인 의미로 일어날 수 있다. 긍정적인 의미에서는 대상이 좋은 것으로 경험되고, 그 대상을 만들거나 유지하는 것이 목표이다. 부정적인 의미에서는 대상이 나쁜 것으로 경험되고, 그 대상을 파괴하거나 존재하지 못하게 하는 것이 목표이다. 본질적 욕구에서는 대상이 그 자체를 위해 욕구되는 반면, 외재적 욕구에서는 대상이 그것과 관련된 긍정적인 결과 때문에 욕구된다. 욕구는 강도가 다르며, 그것의 만족은 보통 즐겁게 경험된다.
행위 주체성은 행동할 수 있는 능력과 이 능력의 발현을 의미한다. 그 경험은 다양한 측면을 포함하며, 가능한 행동 과정들을 계획할 때의 의도 형성, 다른 대안들 사이에서의 결정, 그리고 의도된 행동 과정을 실현하려고 노력할 때의 노력을 포함한다. 욕구가 행위 주체성의 동기 부여력이라고 종종 여겨진다. 그러나 모든 욕구 경험이 행위 주체성 경험을 동반하는 것은 아니다. 예를 들어, 행위자가 그렇게 하려고 노력하지 않아도 욕구가 충족되거나, 욕구를 충족시킬 수 있는 가능한 행동 과정이 없는 경우가 그렇다.
더 제한적인 의미에서 "행위 주체성 감각"이라는 용어는 자신의 행동을 통제하고 소유한다는 인상을 의미한다. 행위 주체성 감각의 중심적인 원천은 두 가지 구성 요소라고 종종 여겨진다. 한편으로는 행위자가 자신의 의도가 신체 움직임에 어떻게 영향을 미칠지에 대해 끊임없이 예측하고 이러한 예측을 감각 피드백과 비교한다. 이 관점에 따르면, 긍정적인 일치는 행위 주체성 감각을 생성하는 반면, 부정적인 일치는 행위 주체성 감각을 방해한다. 다른 한편으로는 과거를 돌이켜볼 때, 행위자는 자신의 의도를 행동의 원인으로 해석한다. 성공적인 경우, 의도는 행동에 선행하며 행동은 의도와 일치한다.

### 비정상적 경험
"비정상적 경험", "변칙적 경험" 또는 "변성 의식 상태"라는 용어는 일반적인 깨어 있는 상태의 경험과 현저하게 다른 다양한 희귀한 경험을 설명하는 데 사용된다. 비정상적 경험의 예로는 경험자에게 종교적 의미를 지니는 종교적 경험 (이는 영적 또는 신비 체험과 밀접하게 관련되어 있다), 유체이탈, 임사 체험, 정신병적 에피소드, 환각 경험 등이 있다.
종교적 경험은 경험자에게 종교적 중요성을 지니는 비정상적인 경험이다. 그것들은 종종 신을 보거나 신의 명령을 듣는 형태로 신성한 존재와 마주치는 것을 포함한다. 그러나 그것들은 또한 신에 의해 야기되었다고 믿는 강렬한 감정을 가지거나 자연 또는 자신 속에서 신성을 인식하는 것을 포함할 수도 있다. 일부 종교적 경험은 형언할 수 없는 것으로 알려져 있는데, 이는 그것들이 너무나 평범하지 않아서 말로 표현할 수 없다는 것을 의미한다. 유체이탈은 자신의 물질적 신체로부터 분리되어 다른 관점에서 외부 세계를 지각하는 인상을 포함한다. 그 경험에서 사람은 종종 자신의 몸 위를 떠다니며 밖에서 몸을 보는 것처럼 보인다. 이는 외상성 뇌손상, 환각제, 또는 가위눌림을 포함한 다양한 원인으로 발생할 수 있다. 이는 또한 생명을 위협하는 상황에 의해 유발되는 임사 체험의 형태로 나타날 수 있으며, 터널을 통해 빛을 향해 날아가는 것, 사망한 친척과 대화하는 것, 또는 사람이 자신의 전체 삶이 눈앞에 스쳐 지나가는 것을 보는 회고와 같은 내용을 포함한다.
이러한 경험이 일부 사람들에게 때때로 발생한다는 것은 논쟁의 여지가 없다. 예를 들어, 한 연구에서는 약 10%가 일생 동안 적어도 한 번의 유체이탈 경험을 했다고 보고한다. 그러나 이러한 경험이 일반적인 경험으로 접근할 수 없는 현실의 측면들을 정확하게 나타내는 데 얼마나 신뢰할 수 있는지는 매우 논란의 여지가 있다. 이는 비정상적 경험을 바탕으로 다양한 광범위한 주장이 제기되기 때문이다. 이러한 주장 중 다수는 일반적인 지각으로는 검증할 수 없으며, 종종 지각이나 서로 모순되는 것처럼 보인다. 예를 들어, 종교적 경험을 바탕으로 자연과 구별되는 신성한 창조자가 존재하거나 신성이 자연 안에 존재한다고 주장되어 왔다. 반면 유체이탈과 임사 체험은 영혼이 신체 없이 존재할 수 있고 신체 사망 후에도 계속 존재한다고 주장함으로써 정물이원론을 옹호하는 데 자주 사용된다. 이러한 주장을 옹호하는 사람들은 우리가 그러한 경험의 신뢰성을 부정할 결정적인 이유가 없다고 주장한다. 예를 들어, 그것들이 일반적인 감각 경험과 중요한 면에서 유사하거나, 또는 일반적인 감각을 넘어서는 지식에 접근할 수 있게 해주는 추가적인 인지 능력이 있기 때문이라고 한다.

### 기타
학술 문헌에서는 지금까지 언급된 유형 외에도 다양한 경험이 논의된다. 예를 들어, "몰입"이라는 용어는 행위자가 특정 활동에 완전히 몰입하는 경험을 의미한다. 이러한 유형의 경험은 활동 목표에 대한 명확한 인식, 자신이 어떻게 하고 있는지에 대한 즉각적인 피드백, 그리고 자신의 기술과 과제의 난이도 간의 적절한 균형을 포함하는 다양한 특징을 가지고 있다. 예술, 스포츠, 컴퓨터 게임과 같은 다양한 활동이 몰입 경험으로 이어질 수 있다. 몰입은 그 경험이 즐겁기 때문에 긍정심리학에 특히 관심 대상이다.
미적 경험은 예술심리학과 실험 미학의 핵심 개념이다. 이는 미학적 대상, 특히 미와 예술에 대한 경험을 의미한다. 모든 미적 경험에 공통되는 근본적인 특징에 대한 일반적인 합의는 없다. 일부 설명은 미적 대상에 대한 매혹, 통일감과 강렬함과 같은 특징에 초점을 맞추는 반면, 다른 설명은 미적 경험이 실제적인 관심사와 단절되어 있다는 의미에서 미적 대상으로부터의 특정 심리적 거리를 강조한다.
변화적 경험은 경험자를 이전과는 다른 사람으로 만드는 급진적인 변형을 포함하는 경험이다. 변화적 경험의 예로는 자녀를 갖는 것, 전쟁에 참전하는 것, 종교적 개종을 겪는 것 등이 있다. 이는 믿음과 핵심적인 선호도 모두에서 근본적인 변화를 포함한다. 변화적 경험은 합리적 선택 이론에 대한 반례를 구성한다고 주장되어 왔다. 왜냐하면 변화적 경험을 겪을지 말지를 결정하는 사람은 나중에야 비로소 그것이 어떤 것인지 알 수 없기 때문이다. 또한 결정이 변형 전의 선호도에 근거해야 할지 또는 변형 후의 선호도에 근거해야 할지 불분명하기 때문일 수도 있다.

## 다양한 학문 분야에서

### 현상학
현상학은 경험의 구조와 내용에 대한 과학이다. 이는 현상, 즉 1인칭 관점에서 사물의 외관을 연구한다. 지각, 기억, 상상, 사고, 욕구, 감정, 행위 주체성 등 다양한 경험이 이러한 방식으로 조사된다. 전통적 현상학에 따르면, 모든 다른 유형의 경험에서 발견되는 한 가지 중요한 구조는 의도성이다. 이는 모든 경험이 어떤 것의 경험이라는 것을 의미한다. 이 의미에서 경험은 항상 그것의 표상적 내용을 통해 특정 대상을 지향한다. 경험은 중요한 의미에서 경험의 대상과는 다르다. 왜냐하면 경험은 단순히 제시되는 것이 아니라 그 안에서 살아가는 것이기 때문이다. 현상학은 또한 다른 사람들에게 다르게 경험을 형성할 수 있는 현상들의 가능성 조건 연구에도 관심을 갖는다. 이러한 조건에는 구체화, 문화, 언어 및 사회적 배경이 포함된다.
현상학에는 다양한 형태가 있으며, 서로 다른 방법을 사용한다. 에드문트 후설과 관련된 전통적 현상학의 핵심은 이른바 에포케이다. 이는 괄호 치기라고도 불린다. 에포케에서 연구자는 경험된 대상의 외부적 존재에 대한 판단을 보류하고, 경험 자체의 구조, 즉 이러한 대상이 어떻게 제시되는지에만 초점을 맞춘다. 경험의 내용을 연구하는 중요한 방법은 형상적 변양이라고 불린다. 이는 해당 대상을 상상하고, 그 특징들을 변화시키며, 대상이 이러한 상상적 변화에서 살아남을 수 있는지 평가함으로써 그 본질을 식별하는 것을 목표로 한다. 이러한 방식으로 변경될 수 없는 특징만이 대상의 본질에 속한다. 반면, 해석학적 현상학은 경험에 대한 우리의 기존 친숙성에 더 큰 중요성을 부여한다. 이는 이러한 선이해가 경험을 형성하고 왜곡을 초래할 수 있는 다양한 형태의 해석을 어떻게 가져오는지 이해하려고 시도한다. 반면, 신경현상학은 전통적 현상학의 1인칭 관점과 자연과학이 선호하는 3인칭 접근 방식 간의 간극을 메우는 것을 목표로 한다. 이는 예를 들어 뇌 스캔을 통해 주관적 경험과 객관적 뇌 과정 간의 연결을 찾는 방식으로 이루어진다.

### 인식론
감각과 관련하여 이해되는 경험은 인식론에 특히 흥미로운 대상이다. 이러한 형태의 경험에 기반한 지식은 "경험적 지식" 또는 "경험적 지식"이라고 불린다. 경험론은 모든 지식이 경험적 지식이라는 주장, 즉 궁극적으로 감각 경험에 의존하지 않는 지식은 없다는 주장이다. 전통적으로 이 견해는 합리론자들에 의해 반대되는데, 그들은 감각 경험이 지식의 근거가 될 수 있음을 인정하지만 다른 지식의 원천도 허용한다. 예를 들어, 일부 합리론자들은 인간이 감각 경험에 기반한 일반화에 의존하지 않는 수학에 대한 선천적이거나 직관적인 지식을 가지고 있다고 주장한다.
또 다른 문제는 감각 경험이 어떻게 믿음을 정당화할 수 있는지를 이해하는 것이다. 한 관점에 따르면, 감각 경험은 명제적 내용을 긍정하는 것을 포함한다는 의미에서 그 자체가 믿음과 유사하다. 이 관점에 따르면, 흰 눈을 보는 것은 다른 것들과 함께 "눈은 희다"는 명제를 긍정하는 것을 포함한다. 이 가정을 전제로, 경험은 믿음이 다른 믿음을 정당화하는 방식과 동일하게 믿음을 정당화할 수 있다. 왜냐하면 그들의 명제적 내용이 서로 적절한 논리적 및 설명적 관계를 가지기 때문이다. 그러나 이 가정은 많은 반대자들을 가지고 있으며, 그들은 감각이 비개념적이며 따라서 비명제적이라고 주장한다. 이러한 관점에 따르면, 눈이 희다는 긍정은 감각 경험에 이미 추가된 것이며, 그 자체로는 흰색 조각의 제시 이상을 의미하지 않을 수도 있다. 지각 경험에 대한 이러한 비개념주의적 접근의 한 가지 문제는 감각 경험이 어떻게 믿음을 정당화할 수 있는지 (분명히 그렇게 하는 것처럼 보이지만) 설명하는 데 어려움을 겪는다는 것이다. 이 문제를 피하는 한 가지 방법은 믿음을 정당화하지 않고 단지 믿음을 유발할 뿐이라고 주장함으로써 이러한 외관을 부정하는 것이다. 정합주의 관점에서는 이러한 믿음이 여전히 정당화될 수 있는데, 그것들이 기원한 경험 때문이 아니라 개인의 나머지 믿음들과 정합하는 방식 때문일 수 있다.
정당화 및 지식과의 관계 때문에 경험은 경험적 합리성에 중심적인 역할을 한다. 어떤 사람이 특정 주장을 믿는 것이 합리적인지는 이 사람이 겪은 경험에 따라 달라진다. 예를 들어, 교사는 교실에서 학생과의 경험을 바탕으로 특정 학생이 시험에 합격할 것이라고 믿는 것이 정당화될 수 있다. 그러나 이러한 경험이 없는 낯선 사람에게는 같은 믿음이 정당화되지 않을 것이다. 합리성은 이러한 의미에서 경험에 상대적이다. 이는 한 사람이 특정 주장을 받아들이는 것이 합리적일 수 있지만, 다른 사람은 같은 주장을 합리적으로 거부할 수 있음을 의미한다.

### 과학
경험의 역할은 인식론에서의 역할과 밀접하게 관련되어 있다. 종종 관찰 경험이 과학 실험에 핵심적이라고 주장된다. 이런 방식으로 얻어진 증거는 과학 이론을 확인하거나 반박하는 데 사용된다. 이로써 경험은 경쟁하는 이론들 사이에서 중립적인 중재자 역할을 한다. 예를 들어, 갈릴레오 갈릴레이가 행성의 궤도에 대해 수행한 천문학적 관찰은 전통적인 지심설을 거부하고 태양중심설을 선호한 코페르니쿠스 혁명에서 증거로 사용되었다. 이 관점에서 한 가지 문제는 과학적 증거는 공개적이고 논란의 여지가 없어야 한다는 점이 필수적이라는 것이다. 이는 서로 다른 과학자들이 어떤 가설이 올바른지에 대해 합의에 도달하기 위해 동일한 증거를 공유할 수 있어야 하기 때문이다. 그러나 경험은 일반적으로 공개적으로 관찰 가능한 현상이 아니라 사적인 정신 상태로 이해되므로, 과학적 증거로서의 그 역할에 의문을 제기하게 된다.

### 형이상학
형이상학의 중심 문제는 심신 문제이다. 이는 몸과 마음의 관계를 어떻게 이해할 것인가에 대한 질문을 포함한다. 가장 넓은 의미에서, 이는 경험뿐만 아니라 무의식적인 정신 상태를 포함한 모든 형태의 마음에 관한 것이다. 그러나 경험은 종종 마음의 전형적인 형태로 여겨지기 때문에 여기에 특별한 관련성이 있다고 주장되어 왔다. 처음부터 "문제"가 존재한다는 생각은 몸과 마음이 얼마나 다른 것처럼 보이는지에서 비롯된다고 종종 추적된다. 크기, 모양, 무게와 같은 물리적 속성은 공개적이며 대상에 귀속된다. 반면 경험은 사적이며 주체에 귀속된다. 또 다른 중요한 특징은 경험이 의도적이라는 점, 즉 자신과 다른 대상을 지향한다는 점이다. 그러나 이러한 차이에도 불구하고 몸과 마음은 정신-신체 인과라고 불리는 방식으로 서로 인과적으로 상호작용하는 것처럼 보인다. 이는 바위가 발에 떨어지는 것과 같은 물리적 사건이 날카로운 통증과 같은 경험을 유발하는 방식과 통증을 멈추려는 의도와 같은 경험이 바위 밑에서 발을 빼는 것과 같은 물리적 사건을 유발하는 방식 모두에 해당한다.
심신 문제에 대한 다양한 해결책이 제시되어 왔다. 이원론은 전통적으로 중요한 접근 방식이다. 이는 몸과 마음이 서로 다른 존재론적 범주에 속하며 독립적으로 존재한다고 말한다. 이원론자들의 핵심적인 문제는 그들의 상호작용이 어떻게 가능한지 또는 왜 상호작용하는 것처럼 보이는지에 대한 그럴듯한 설명을 제공하는 것이다. 반면, 일원론자들은 이러한 종류의 존재론적 이분법을 부인한다. 대신, 그들은 가장 근본적인 수준에서 단 한 가지 유형의 존재자만이 존재한다고 주장한다. 유물론에 따르면, 모든 것은 궁극적으로 물질적이다. 이 관점에 따르면, 마음은 존재하지 않거나 몸의 물질적 측면으로 존재한다. 관념론에 따르면, 모든 것은 궁극적으로 정신적이다. 이 관점에 따르면, 물질적 대상은 관념의 형태로만 존재하며, 따라서 경험 및 기타 정신 상태에 의존한다. 일원론자들은 매우 다른 것처럼 보이는 두 가지 유형의 존재자들이 어떻게 동일한 존재론적 범주에 속할 수 있는지를 설명해야 하는 문제에 직면한다.
의식의 어려운 문제는 이와 밀접하게 관련된 문제이다. 이는 뇌 과정과 같은 일부 물리적 사건이 왜 의식적 경험을 동반하는지, 즉 그것들을 겪는 것이 주체에게 어떤 특정한 방식으로 느껴지는지를 설명하는 것과 관련이 있다. 이는 적어도 원칙적으로는 경험에 대한 언급 없이 인간의 행동과 인지를 설명하는 것이 가능해 보이기 때문에 자연과학의 관점에서 특히 중요하다. 이러한 설명은 전기 신호 형태의 정보 처리와 관련하여 일어날 수 있다. 이 의미에서 의식의 어려운 문제는 물리적 세계와 의식적 경험 사이의 설명적 간극을 지적한다. 심신 문제에 제안된 해결책과 의식의 어려운 문제에 제안된 해결책 사이에는 상당한 중복이 있다.

### 심리학
경험론자와 합리론자 사이의 인식론적 논쟁 외에 또 다른 이견은 개념 형성에 있어서 경험의 역할에 관한 것이다. 개념은 사고의 근본적인 구성 요소를 이루는 일반적인 관념이다. 일부 경험론자들은 모든 개념이 경험으로부터 학습된다고 주장한다. 이는 때때로 개념이 경험의 원래 내용을 단순히 일반화하거나 추상화하거나 복사하는 것이라고 주장함으로써 설명된다. 예를 들어, 논리적 경험론자들은 모든 경험적 명제의 내용을 과학자들의 즉각적인 경험만을 기록하는 프로토콜 문장으로 환원시키려는 노력에서 이 아이디어를 사용했다. 이 아이디어는 "빨간색" 또는 "개"와 같이 그 예시를 경험함으로써 얻어지는 것으로 보이는 일부 개념에는 설득력이 있다. 그러나 이것이 모든 개념에 해당하는지에 대해서는 논란의 여지가 있다. 예를 들어, 이마누엘 칸트는 경험이 없으면 불가능할 정도로 근본적인 특정 개념을 필요로 한다고 주장하며 합리주의적 입장을 옹호한다. 칸트에 따르면, 이러한 개념들, 즉 범주들은 경험의 가능성 조건이기 때문에 경험을 통해 습득될 수 없다.

## 같이 보기
- 사용자 경험
- 경험론
- 체험경제
- 지각 (심리학)
- 아드레날린
- 지혜
- 반성
- 모방